# Чернін Олександр Михайлович
Олександр Михайлович Чернін (нар. 6 березня 1960, Харків) – угорський шахіст i шаховий тренер (Старший тренер ФІДЕ від 2004 року) українського походження, гросмейстер від 1985 року.

## Шахова кар'єра
Захоплювався шахами ще у часи навчання у 36-й школі м. Харкова. 
Першим міжнародним успіхом Черніна було 2-ге місце (позаду Яссером Сейраваном) на чемпіонаті світу серед юнаків до 18 років 1979 року в Шієні. У січні 1980 року став чемпіоном Європи серед юнаків (випередивши Зураба Азмайпарашвілі) у Гронінген, a потім переміг на турнірі майстрів у Амстердамі (здобувши 10½ очок в 11 партіях). За той результат отримав того самого року звання міжнародного майстра. 1983 року переміг в Іркутську, a 1984 року - в Копенгагені i Старому Смоковці.
Упродовж усього одного року - 1985-го - увійшов до числа провідних шахістів світу. Спочатку поділив 1-ше місце (разом з Михайлом Гуревичем і Віктором Гавріковим) на чемпіонаті Радянського Союзу, який відбувся в Ризі i завдяки цьому потрапив на міжзональний турнір у Тунісі. на тому турнірі поділив 3-тє  місце (разом з Віктором Гавриковим), а потім здолав його в матчі за бронзу i потрапив на турнір претендентів (одночасно здобувши звання гросмейстерa) у Монпельє, на якому посів 9-те місце. Також в 1985 році став дворазовим золотим медалістом командного чемпіонату світу, який відбувся в Люцерні (у командному заліку, а також за найкращий результат на 7-й шахівниці).
У наступних роках досягнув багатьох турнірних успіхів, яз яких можна виділити: 3-4-те місце на 1-му чемпіонаті світу з бліцу в Сент-Джоні (у півфіналі програв Михайлові Талю, перед тим вибив, зокрема, Анатолія Карпова) 1988 року, перемоги на турнірах, у таких містах, як: Копенгаген (1986, разом із, зокрема, Василем Смисловим), Поляниця-Здруй (1988, Меморіал Акіби Рубінштейна, разом з Олександром Гольдіним), Прага (1989, міжнародний чемпіонат Чехословаччини), Дортмунд (1990 перед Борисом Гельфандом, як і 1991 року), Альтенштайг (1990 i 1991), Буенос-Айрес (1992), а також Гетеборг (1996). У 1997 i 2000 року двічі виступив на чемпіонаті світу за олімпійською системою, першого разу вибув у 1-му колі, а другого - в 2-му (після поразки від Бориса Гулька).
Від 1992 року є представником Угорщини і тоді здобув єдину медаль (срібну) в національному чемпіонаті. Двічі (в 1994 i 1996 роках) зіграв за збірну Угорщини на шахових олімпіадах, а також тричі (1992, 1997, 1999) - на командних чемпіонатах Європи, 1999 року здобувши у командному заліку срібну медаль.
Найвищий рейтинг Ело в кар'єрі мав станом на 1 січня 1998 року, досягнувши 2645 пунктів ділив тоді 27-30-те місце в світовій класифікації ФІДЕ, водночас посідав 3-тє місце (позаду Юдіт Полгар i Петера Леко) серед угорських шахістів.

## Тренерські досягнення
У 2004 року був тренером жіночої збірної Сполучених Штатів, яка здобула срібну медаль на олімпіаді в Кальвії. Від 2007 року упродовж кількох років був тренером одного з провідних шахістів світу Фабіано Каруани. Серед його вихованців також американські шахісти Кейден Трофф (який став гросмейстером у 16 років) і Самуель Севян (став гросмейстером у 14 років).

## Зміни рейтингу
| На цьому місці має відображатися графік чи діаграма, однак з технічних причин його відображення наразі вимкнено. Будь ласка, не видаляйте код, який викликає це повідомлення. Розробники вже працюють для того, щоби відновити штатне функціонування цього графіка або діаграми. | |
| | На цьому місці має відображатися графік чи діаграма, однак з технічних причин його відображення наразі вимкнено. Будь ласка, не видаляйте код, який викликає це повідомлення. Розробники вже працюють для того, щоби відновити штатне функціонування цього графіка або діаграми. |